# خروج جرم از تاج خورشیدی

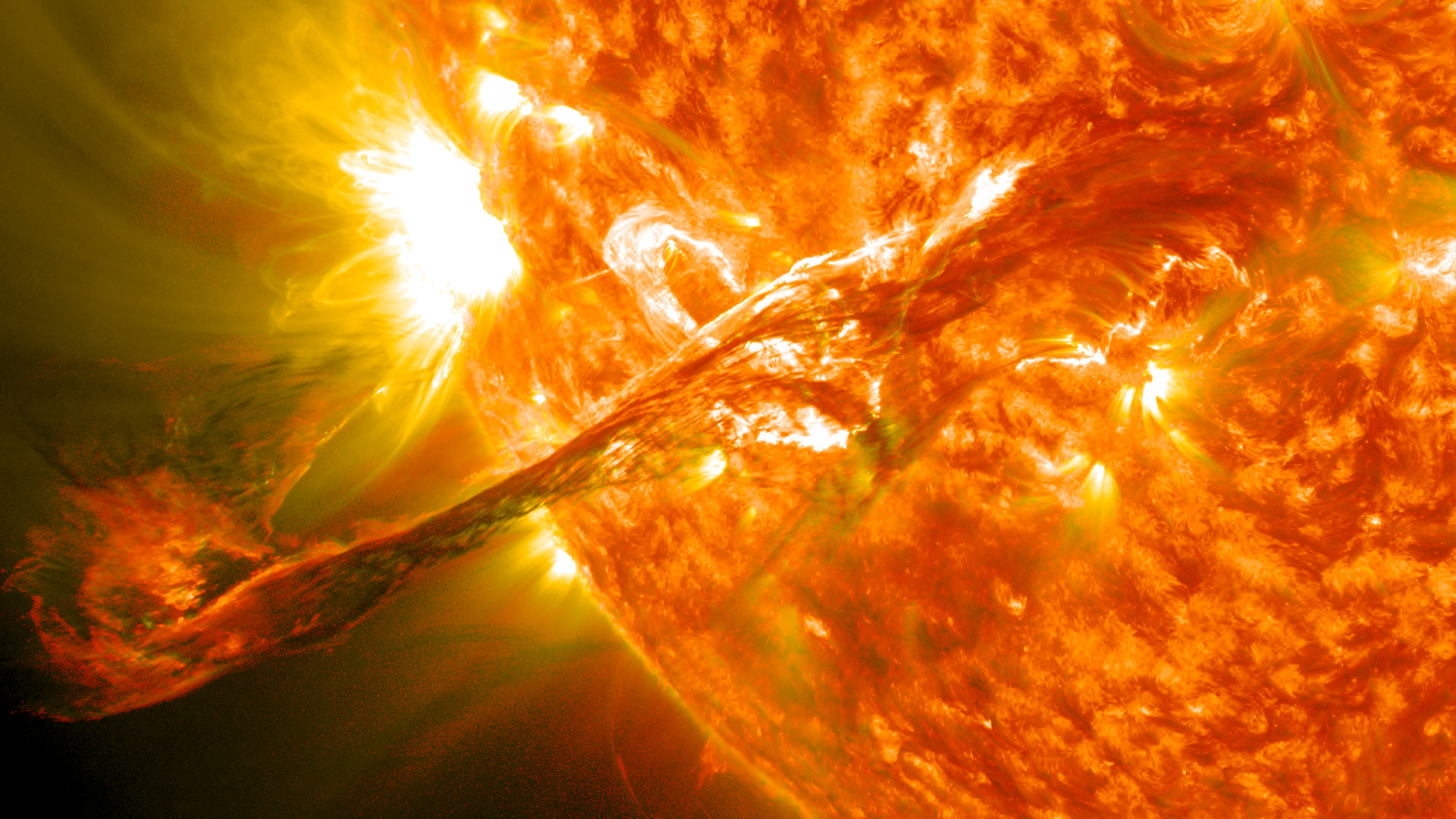
یک خروج جرم از تاج خورشیدی؛ یک فوران پر جرم از باد خورشیدی و افزایش میدان‌های مغناطیسی است که تاج خورشید بیرون می‌آید و در فضا منتشر می‌شود.

خروج جرم از تاج خورشیدی (انگلیسی: Coronal mass ejection؛ با سرواژه CME) فورانِ پر جرم از باد خورشیدی و افزایش میدان‌های مغناطیسی است که از تاج خورشید بیرون می‌آید و در فضا منتشر می‌شود. خروج جرم از تاج خورشیدی معمولاً با دیگر پدیده‌هایس خورشیدی مانند شراره خورشیدی همراه است. این پدیده از مناطق فعال خورشید مانند لکه‌های گروهی خورشید برمی‌خیزد. در بیشینه، روزانه سه بار فوران جرم از تاج خورشید در قالب باد خورشیدی در فضا منتشر شده که سرعت مافوق صوت معادل ۲۵۰ تا ۷۰۰ کیلومتر بر ثانیه دارند که این مقدار در کمینه به یک خروج در هر پنج روز می‌رسد.
پژوهش‌های جدید که پدیده بازاتصال مغناطیسی مسئول به وجود آمدن CME و شراره خورشیدی است. هنگامی که این پدیده رخ می‌دهد اجرام به سوی زمین حرکت می‌کنند و امواج شوک به وجود می‌آورند که توان این امواج در مقیاس تراوات [برابر یک تریلیون یا ۱٬۰۰۰٬۰۰۰٬۰۰۰٬۰۰۰ وات] می‌باشند که باعث طوفان ژئومغناطیسی گردیده و مغناطیس کره را تحت تأثیر قرار می‌دهد.

## تأثیر بر روی کرهٔ زمین
خروج جرم از تاج خورشیدی باعث به وجود آمدن شفق قطبی می‌شود؛ افزون بر اینکه می‌تواند در عملکرد رادیو یا تراگسیل امواج رادیویی اختلال ایجاد نموده و به ماهواره و تسهیلات انتقال انرژی الکتریکی آسیب وارد کند. افرادی که در فضا یا در ارتفاعات بالا هستند (مانند افراد درون هواپیما) در معرض خطر تابش نسبتاً وسیع پرتوهای کیهانی و همچنین ابتلا به سرطان پوست می‌باشند.

## نگارخانه

قوس‌ها از تاج خورشیدی خارج می‌شوند.